# فرانك مودي
فرانك مودي (بالإنجليزية: Frank Moody)‏ مواليد 27 أغسطس 1900 في ويلز - الوفاة 29 يوليو 1963، كان ملاكم محترف ويلزي صنّف ضمن فئة الوزن المتوسط.

## إحصائيات
خاض خلال مسيرته 203 نزالا، فاز في 127 وتعادل في 15 وخسر في 54. فاز بالضربة القاضية في 63 نزالا.

## روابط خارجية
- فرانك مودي على موقع بوكس ريك (الإنجليزية) (registration required)